# Hújiāo bǐng

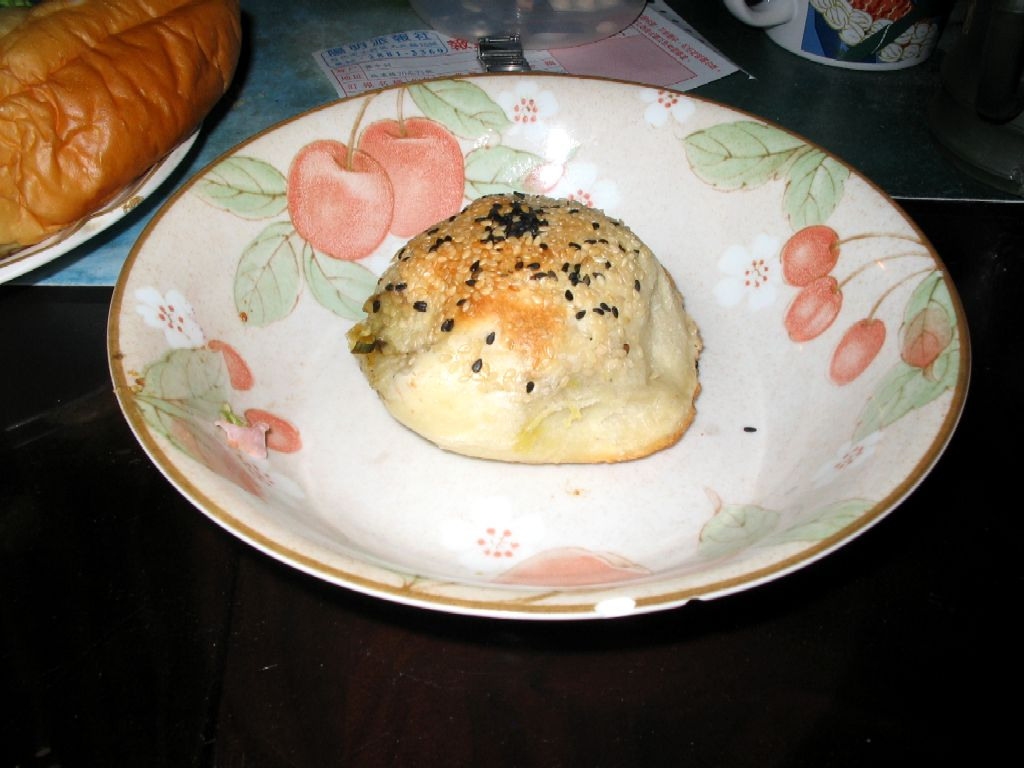
Hujiao bing.

El hújiāo bǐng (en chino, 胡椒餅, literalmente ‘pastel de pimienta negra’) es un aperitivo chino hecho de carne marinada con azúcar, salsa de soja, pimienta negra y cebollino envuelta en un pan grande y hojaldrado parecido a una galleta, que se prepara sin levadura. La galleta del hújiāo bǐng no es aceitosa porque el relleno de carne ya es jugoso y tiene grasa. El hújiāo bǐng suele cocerse en un horno de barro.
El hújiāo bǐng procede de Fuzhou, la capital de Fujian (China), y a menudo se vende en los mercados nocturnos de Taiwán.
- Datos: Q542790
- Multimedia: Hujiao bing / Q542790